# Jiří Parma
Jiří Parma (Frenštát pod Radhoštěm, Checoslovaquia, 9 de enero de 1963) es un deportista checo que compitió para Checoslovaquia en salto en esquí. 
Participó en cuatro Juegos Olímpicos de Invierno, entre los años 1984 y 1994, obteniendo una medalla de bronce en Albertville 1992, en la prueba de trampolín grande por equipos (junto con Tomáš Goder, František Jež y Jaroslav Sakala).
Ganó cuatro medallas en el Campeonato Mundial de Esquí Nórdico entre los años 1984 y 1993.

## Palmarés internacional
| Representando a Checoslovaquia     |                       |                   |                |
| Juegos Olímpicos                   |                       |                   |                |
| Año                                | Lugar                 | Medalla           | Prueba         |
| 1992                               | Albertville (Francia) | Medalla de bronce | TG por equipos |
| Campeonato Mundial                 |                       |                   |                |
| Año                                | Lugar                 | Medalla           | Prueba         |
| 1984                               | Engelberg (Suiza)     | Medalla de bronce | TG por equipos |
| 1987                               | Oberstdorf (RFA)      | Medalla de oro    | TN individual  |
| 1989                               | Lahti (Finlandia)     | Medalla de bronce | TG por equipos |
| Representando a la República Checa |                       |                   |                |
| Campeonato Mundial                 |                       |                   |                |
| Año                                | Lugar                 | Medalla           | Prueba         |
| 1993                               | Falun (Suecia)        | Medalla de plata  | TG por equipos |